# Schoenus tenellus
Schoenus tenellus är en halvgräsart som beskrevs av George Bentham. Schoenus tenellus ingår i släktet axagssläktet, och familjen halvgräs. Inga underarter finns listade i Catalogue of Life.